# Urodeta cuspidis
Urodeta cuspidis – gatunek motyla z rodziny Elachistidae i podrodziny Elachistinae.
Gatunek ten opisany został w 2011 roku przez Virginijusa Sruogę et Jurate de Prins, którzy jako miejsce typowe wskazali obóz nad rzeką Faro.
Skrzydła rozpiętości od 5,6 mm do 6,1 mm. Przednie skrzydła biało-brązowe bez dwóch czarniawo-brązowych plamami tuż przed środkiem, obecnych u podobnego U. crenata. Skrzydła tylne brązowawoszare. Obie pary z szarawymi frędzlami, jaśniejszymi na tylnych skrzydłach. Narządy rozrodcze samca odznaczają się ostro kanciasto zgiętym sakulusem, dwupłatową jukstą, nieco zgiętym i stopniowo ściętym ku wierzchołkowi fallusa oraz obecnością cierni.
Motyl afrotropikalny, znany tylko z Kamerunu.